# Người hầu (phim truyền hình)
Servant, tựa Việt: Người Hầu; là một bộ phim truyền hình tâm lý Mỹ được tạo ra và viết bởi Tony Basgallop, người cũng là giám đốc sản xuất cùng với M. Night Shyamalan. Loạt phim sau Dorothy và Sean Turner, một cặp vợ chồng Philadelphia người thuê Leanne là vú em cho con trai của họ, Jericho, người thực sự là một con búp bê tái sinh. Leanne's đến mang về kỳ lạ và đáng sợ xuất hiện cho các cặp vợ chồng.
Loạt phim sao Lauren Ambrose, Toby kebbell, Nell Tiger Free, và Rupert Grint là bốn nhân vật Trung tâm. Bộ phim được sản xuất cho Apple TV + và ra mắt vào ngày 28 tháng 11, 2019. Trước công chiếu, Apple đã hé lộ mùa thứ hai cho series này.

## Cốt truyện
Sáu tuần sau cái chết của đứa con trai 13 tuần tuổi, cặp vợ chồng Philadelphia Dorothy và Sean Turner thuê một em gái trẻ, Leanne, để di chuyển và chăm sóc con mình, Jericho, một búp bê tái sanh. Con búp bê, mà Dorothy tin là đứa trẻ thực sự của cô, là điều duy chỉ đưa cô ra khỏi trạng thái Catatonic sau cái chết của Jericho. Trong khi Sean Deals với nỗi đau của riêng mình, ông trở nên sâu sắc đáng ngờ của Leanne.

## Tập phim
| TT. | Tiêu đề   | Đạo diễn           | Biên kịch      | Ngày phát sóng gốc   |
| --- | --------- | ------------------ | -------------- | -------------------- |
| 1 | "Reborn"  | M. Night Shyamalan | Tony Basgallop | 28 tháng 11 năm 2019 |
| Leanne, một Dour 18 tuổi, di chuyển vào Philadelphia nhà của Dorothy và Sean Turner như một vú em cho "bé Jericho"-một con búp bê Reborn. Sau cái chết của Crib rõ ràng của Jericho thực tại 13 tuần tuổi, Dorothy bị một "rối loạn tâm thần ", và một chuyên gia trị liệu đề nghị các búp bê như là một phương pháp đối phó. Dorothy, người hành động như là mặc dù con búp bê là có thật, nhiệt tình chào đón Leanne vào nhà của họ khi cô trở về công việc của riêng mình. Sean, một mình trong đau buồn của mình, là khó chịu xung quanh Leanne sùng đạo tôn giáo, người cũng hoạt động như mặc dù con búp bê là có thật. Khi Leanne đặt em bé xuống cho một Nap "", Sean phát hiện ra Jericho sống trong nôi của mình. |           |                    |                |                      |
| 2 | "Wood"    | Daniel Sackheim    | Tony Basgallop | 28 tháng 11 năm 2019 |
| Leanne xuất hiện mystified khi Sean yêu cầu biết em bé đang ở trong nhà của mình, nói với ông rằng đó là con trai của ông. Dorothy hoạt động "bình thường" khi cô thấy Jericho, như ông không bao giờ chết. Trong khi cả hai phụ nữ đang ngủ, Sean cố gắng để đưa Jericho cho cảnh sát, nhưng đột nhiên không thể giải giáp hệ thống an ninh. Ông tâm sự trong Julian, anh trai của Dorothy, người, cùng với cha của họ, là một trong số ít những người biết Jericho đã chết. Sean phá hủy một rơm tự chế qua Leanne treo trên nôi của Jericho. Ông bắt đầu tìm mảnh đạn đau trên khắp cơ thể của mình và mất cảm giác của mình về hương vị. Dorothy bắt đầu có nhấp nháy của Catatonia, nhà nước cô đã ở sau cái chết của Jericho sáu tuần trước đó. |           |                    |                |                      |
| 3 | "Eel"     | Daniel Sackheim    | Tony Basgallop | 28 tháng 11 năm 2019 |
| Leanne đi ra trong khi xem Sean, một đầu bếp, giết và chuẩn bị cá chình trong nhà bếp. Sử dụng địa chỉ từ thư ứng dụng của mình để Dorothy, Julian và một thám tử tư, Roscoe, đi đến Medicine Bridge, Wisconsin, để điều tra Leanne. Họ phát hiện ra một ngôi nhà bị đốt cháy mà thuộc về gia đình Grayson, và ngôi mộ cho Leanne, người được sinh ra vào năm 2001 và qua đời trong 2007, và cha mẹ, người cũng thiệt mạng trong lửa. Julian tin rằng Leanne là một impostоr người đang cố gắng để có được tiền từ gia đình thông qua blackmail. Leanne bắt đầu thi đua Dorothy. |           |                    |                |                      |
| 4 | "Bear"    | Nimród Antal       | Tony Basgallop | 6 tháng 12 năm 2019  |
| Sau khi nhận ra rằng Leanne là đưa Jericho vào phòng ngủ của riêng mình vào đêm, Sean cài đặt một cam vú em trong phòng của mình để do thám cô. Flashbacks tiết lộ Dorothy phải chịu nhiều sẩy thai trước khi Jericho được sinh ra. Dorothy quyết định đưa Leanne và Jericho làm việc với cô để gặp gỡ đồng nghiệp của mình, nhưng Sean can thiệp và khẳng định Jericho là quá trẻ. Tuy nhiên, trong khi xem Dorothy báo cáo trực tiếp từ một phiên tòa giết người, Sean đốm Leanne trong nền với Jericho, xem Dorothy. Leanne đồng hồ một đĩa DVD từ 2011 của báo cáo của Dorothy, trong đó xuất hiện để hiển thị Dorothy phỏng vấn một Leanne trẻ tại cuộc thi của trẻ em. |           |                    |                |                      |
| 5 | "Cricket" | Nimród Antal       | Tony Basgallop | 13 tháng 12 năm 2019 |
| Leanne bị thương và tức giận bởi hành động của Dorothy và Sean về phía cô. Cô cảm thấy bị phản bội bởi Dorothy, người đã gửi cô trên một errand để cô và Sean có thể được thân mật, trong khi Sean snaps lúc cô ấy sau khi cô ấy sẽ đưa ra một shirt màu vàng từ tầng hầm. Sau khi Leanne viết tên của họ trong kinh thánh của mình trước khi cầu nguyện buổi tối của cô, Dorothy tỉnh dậy với một coldsore bất ngờ và Sean được thêm một Splinter Unexplained. Khi Julian gửi bởi một cô gái đặt ra như là một vú em để cố gắng để thoát khỏi Leanne, Leanne nhận được trả thù của cô. Là một người khóc Leanne flogs mình, một cricket chết trở lại với cuộc sống. |           |                    |                |                      |
| 6 | "Rain"    | Alexis Ostrander   | Tony Basgallop | 20 tháng 12 năm 2019 |
| Sean đi ra khỏi thành phố để làm việc. Sau khi Leanne nhận được một thẻ trong thư với "tìm thấy bạn!" người bên trong, chú George kỳ lạ của cô đến. Ông không dây thần kinh Dorothy bằng cách trưng bày hành vi kỳ lạ và thông báo rằng Leanne là trở về với anh ta. Dorothy nhấn mạnh rằng ông đã dành cả đêm trong một trận mưa bão, với Julian cũng ở để xem qua những thứ cho Sean. Julian và Dorothy đang báo động để khám phá Jericho nằm trên sàn nhà của phòng ngủ của mình và George cong lên như một em bé trong nôi. Ngày hôm sau, Leanne khẳng định ở lại, và bác George tái phát nhưng nói rằng ông sẽ trở về với dì may của cô, người mà cô không thể từ chối. Ông cho Turners một tay chạm khắc marionette của một đầu bếp trong danh dự của Sean, mà Sean sau đó tìm thấy treo từ điện thoại di động của Jericho. |           |                    |                |                      |
| 7 | "Haggis"  | Alexis Ostrander   | Tony Basgallop | 27 tháng 12 năm 2019 |
| Natalie, người bạn của Dorothy và kinesiologist, được tiết lộ như là "chuyên gia trị liệu", người đề nghị con búp bê tái sanh để mang lại Dorothy ra khỏi trạng thái Catatonic sau cái chết của Jericho. Sau một phiên họp với Dorothy, Natalie là quan trọng khi cô phát hiện ra các Turners thuê một vú em. Sau đó, Natalie nghe thấy một em bé khóc và đi vào phòng của Jericho, nơi cô báo động Leanne, người đã lấy cô bằng tóc và chạy ra với Jericho. Natalie đi qua cho bữa ăn tối và cố gắng đối đầu với Dorothy. Khi Leanne là ở tầng hầm để có được rượu vang, một vết nứt lớn xuất hiện trong sàn bê tông. Natalie nghe một growl và đi vào phòng của Jericho, nơi cô phát hiện ra em bé. Cô là sau đó đuổi ra bởi một Wolfhound khoảng lớn mà sau dưới lầu của mình, nơi Julian giết chết nó ở phía trước của một Leanne kinh hoàng. Julian tuyên bố em bé thuộc về Leanne và có thể được thông qua bởi các Turners. Sau khi Leanne đưa kinh thánh của mình vào phòng với, rất sống chạy ra khỏi nhà. |           |                    |                |                      |
| 8 | "Boba"    | Lisa Brühlmann     | Tony Basgallop | 3 tháng 1 năm 2020   |
| Tobe và Leanne đi ra Bowling, trong khi Sean và Dorothy đi ra ngoài để một Gala giải thưởng tin tức. Julian được giao nhiệm vụ Giữ trẻ. Khi Julian đi vào phòng của Jericho để kiểm tra về anh ta, ông đã tìm thấy một con búp bê tái sinh trong nôi. Tobe và Leanne có vui vẻ, nhưng khi Leanne hôn Tobe, ông kéo trở lại. Julian đương đầu với Leanne về con búp bê và quá khứ của cô ở Wisconsin. Leanne là sự sa thải các câu hỏi của Julian. Julian giữ con búp bê trên railing thang. Ông là về để thả con búp bê, nhưng ông nghe một em bé khóc và ông bắt đầu tìm kiếm cho một em bé. Sau khi tìm kiếm của ông không thành công, ông đã làm một lời thú nhận về Jericho. |           |                    |                |                      |
| 9 | "Jericho" | M. Night Shyamalan | Tony Basgallop | 10 tháng 1 năm 2020  |
| Trong một hồi tưởng, Jericho được sinh ra ở nhà trong một bồn tắm và nhau thai của Dorothy được giữ trong tủ đá. Trong khi Sean là đi giám khảo một show nấu ăn, Dorothy đấu tranh để chăm sóc của Jericho. Một ngày nọ, một con Dorothy đã kiệt sức quên đi Jericho trong một chiếc xe hơi nóng và sau đó rơi vào giấc ngủ, khiến anh phải chết vì tăng thân nhiệt. Điều này sẽ nhắc Dorothy để nhập trạng thái Catatonic của cô. Trong hiện tại, báo động xe của Dorothy liên tục đi, sau đó tiết lộ là Leanne kiểm soát nó. Khi Leanne tìm ra cách Jericho chết, cô phải đối mặt với Sean và Sean một phần đổ lỗi cho mình vì cái chết của ông và đó là lý do tại sao ông ở lại với Dorothy. |           |                    |                |                      |
| 10 | "Balloon" | John Dahl          | Tony Basgallop | 17 tháng 1 năm 2020  |
| Leanne đến nhà Turner trước phần còn lại của gia đình, những người đang đến từ nhà thờ cho christening cho em bé Jericho để tiếp nhận tại nhà. Sean đã nấu chín nhau thai từ khi Jericho sinh ra để phục vụ khách. Trong khi xem lại cảnh của buổi lễ, Julian thông báo rằng bác George đứng với một người phụ nữ, có lẽ dì may, ở ngoại vi của buổi lễ. Ông nói với các điều tra viên Roscoe để giữ cho xem cho họ bên ngoài nhà, và đề nghị ông loại bỏ chúng nếu ông nhìn thấy chúng. Leanne nhận ra rằng cô không biết Jericho ở đâu, và nhìn quanh nhà điên cuồng cho anh ta, cuối cùng là tìm anh ta với dì tháng trong vườn ươm. Trong khi đó bác George phương pháp tiếp cận Sean trong tầng hầm. Sean cung cấp cho ông số tiền ông và Julian đã dành cho điều này, nhưng George từ chối nó. George gây ra Sean để chia sẻ mong muốn thực sự của mình, để có con trai của mình trở lại, và thú nhận những gì afflictions của ông đã có kể từ Leanne đến vào nhà, các mảnh đạn và mất mát của hương vị. Có thể nói với Leanne rằng cô ấy đã can thiệp với kế hoạch của Thiên Chúa cho Turners và phải rời khỏi gia đình và để cho em bé được một con búp bê. Một sĩ quan cảnh sát nói đến ngôi nhà nhìn vào một đứa trẻ bị mất tích, nhưng nó không có liên quan đến Jericho. Suy nghĩ cô đã nhận ra dì may, cô đánh giá cảnh quay của newscasts cũ của cô. Cô tìm thấy một sự căng thẳng giữa một giáo phái, nhà thờ các Thánh hữu Lesser, dẫn đầu bởi may Markham ở Wilmington, kết thúc bằng một vụ nổ, hỏa hoạn, và gunshots. Trong khi đó, Sean nắm tay trên lò đốt bếp đủ dài để đốt cháy nó nghiêm trọng, nhưng cảm thấy không có gì. Leanne lá và nhân dân của cô tìm thấy cô trên đường phố cho một nhóm quần chúng ôm. Khi chúng tôi tiếp theo nhìn thấy các đường phố Leanne và tất cả mọi người đã mất hết. Trong, Dorothy tiếp cận nôi của Jericho, chọn anh ta lên, và cuối cùng nhận ra rằng con búp bê tái sanh không phải là Jericho và giọt con búp bê. |           |                    |                |                      |